# Sabrina Bittencourt
Sabrina Campos, mais conhecida como Sabrina Bittencourt (São Paulo, 24 de dezembro de 1980 - Líbano, 2 de fevereiro de 2019) foi uma ativista brasileira que lutou contra organizações criminosas. https://oglobo.globo.com/brasil/joao-de-deus-investigado-sob-suspeita-de-chefiar-organizacao-criminosa-23743969
Ficou mais conhecida após divulgar casos de abusos sexuais do médium João de Deus. e por denunciar publicamente o envolvimento do líder espiritual com o tráfico internacional de pessoas. 

## Biografia
Um dos maiores nomes do movimento feminista contemporâneo foi o da brasileira reconhecida socialmente por Sabrina Bittencourt, nascida Sabrina de Campos em 24 de dezembro de 1980, em São Paulo - SP, teve filhos de dois casamentos.
Foi investigadora em agências de inteligência e assessora de articulação em tecnologia para governos, empreendedora social serial, ativista de Direitos Humanos e Bem Estar Animal, business angel e Doutora Honoris Causa 
Sabrina, assim como um número expressivo de mulheres do Brasil, teve uma infância e juventude marcadas por violência física, psicológica e sexual. Foi vítima de abusos sexuais a partir dos 4 anos de idade, por membros de sua família, homens da comunidade mórmon frequentada pela sua família; foi estuprada por um desconhecido preso em flagrante em Recife - PE, mas que não cumpriu pena, identificado por Alyson Antonio França Xavier e abortou do criminoso aos 16 anos de idade. O criminoso tem mandato de busca e apreensão pela juíza da comarca de Ipojuca Dra. Idiara Buenos Aires Cavalcanti (com data até 23 de fevereiro de 2038).
Sua força sobrevivente impulsionou a ativista a co-criar mais de 30 empreendimentos sociais descentralizados e horizontais, em quatro continentes, para geração de renda a diversos grupos vulneráveis e minorias, até fevereiro de 2019, quando foi noticiado seu falecimento aos 38 anos.
Após uma série de abusos sexuais na infância e adolescência, Sabrina passou a ser tratada como "impura" pelos integrantes da comunidade mórmon / SUD - Santos dos Últimos Dias, mesmo denunciando seus abusadores eclesiásticos, a liderança da igreja foi omissa nos seus pedidos de socorro, onde sofreu diversos tipos de retaliação. Casou-se aos 20 anos, com um homem recém converso ao mormonismo, do qual sofreu violência doméstica e decidiu se separar após quatro meses de casamento, grávida de um mês de seu primeiro filho (BITTENCOURT, 2018).
Diante deste contexto, ela relata: "Superei os traumas criando projetos e negócios sociais, viajando muito, vendo o mundo e situações piores que a minha. Entrei de cabeça no objetivo de ajudar  pessoas que, como eu, sofreram abusos dentro de uma instituição religiosa, mas que não tiveram os mesmos privilégios. Acredito numa justiça social em que toda a sociedade possa proteger a vida das pessoas, diminuir o poder de pessoas que se utilizam da fé para abusar, expondo-as publicamente de forma responsável " (BITTENCOURT, 2018). Ao romper com este primeiro casamento abusivo, Sabrina voltou a viver em São Paulo com o filho, reiniciou sua jornada como empreendedora social, mobilizadora de recursos e entre outras ações, co-criou o primeiro curso de extensão em Mobilização de Recursos e Comunicação para o Terceiro Setor na Universidade de São Paulo, na Escola de Comunicações e Artes em parceria com o Professor Ismar Soares.

## Empreendedorismo social e ativismo
Segundo Fonseca (2008), entre 2002 e 2008, Sabrina criou dezenas de empreendimentos e projetos com objetivo de gerar renda para mães de crianças doentes renais, pessoas com deficiência visual, mulheres surdas, idosas e jovens cineastas. 

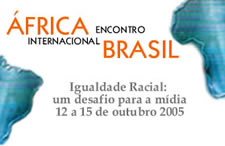
https://www.usp.br/nce/africabrasil/paginas/docfinal.htm

Em 2005, aos 24 anos, dirigiu a área de mobilização de recursos em conjunto com o professor Ismar Soares do EDUCOM/USP e o SESC/SP, com apoio da SEPPIR, do primeiro evento de discussão e inclusão na mídia dos afrodescendentes, chamado África-Brasil: Igualdade Racial na Mídia. https://www.usp.br/nce/africabrasil/paginas/release_8.htm
Estiveram presentes, além das autoridades brasileiras, 26 especialistas da Diáspora de países africanos para mais de 600 pessoas, sendo assinado um documento marcando o início de políticas públicas na área de comunicação, arte, cultura e mídias de equiparação de oportunidades para afrodescendentes. 
Segundo Vieira (2007), em março de 2007, Sabrina inaugurou o primeiro negócio para pessoas com deficiência visual do país, uma clínica de massoterapia composta por massagistas cegos e assistentes com baixa visão, dentro do complexo do teatro Júlia Bergmann, na Barra Funda, em São Paulo. Muito noticiado na época, também fez parte do conselho para apresentação de projetos sociais na organização do I Fórum Mundial de Oftalmologia para Prevenção de Cegueira, ocorrido em 2006.
Após alguns meses, um balão de São João caiu no espaço https://g1.globo.com/Noticias/SaoPaulo/0,,MUL57950-5605,00.html e causou um sério incêndio fazendo com que Sabrina reiniciasse seu empreendimento social criando alternativas nos parques públicos de São Paulo, com apoio da Secretaria do Verde e Meio Ambiente, sob gestão de Eduardo Jorge e empresas patrocinadoras, proporcionando atenção de saúde para a população. Ofereceu experiências sensoriais e massagem gratuita para a população de São Paulo por seis meses (VIEIRA, 2007).
Neste mesmo ano, organizou seu segundo casamento, com Rafael , considerado o primeiro casamento ecológico do mundo, no Parque Trianon em São Paulo, gerando receita para 14 Organizações Não Governamentais e abriu para o público. Com a cobertura ao vivo de 13 emissoras de televisão, Sabrina mostrou empiricamente como as pessoas podem criar eventos sustentáveis, desde o vestido  de fibra de garrafa pet à comida orgânica e local, hospedagem em hotel com políticas claras contra a exploração sexual, às biojóias confeccionadas por presidiárias do Distrito Federal, cantores de rua e grupos periféricos, transporte a pé, de trem e bicicleta; compensação de carbono através do reflorestamento e reciclagem integral de lixo. Do seu casamento foi produzido um documentário chamado “Com Um Limão, Duas Limonadas”, exibido em festivais do circuito alternativo, verde e underground em países europeus e EUA. 
Ainda aos 26 anos, em novembro de 2007, segundo Fonseca (2008), foi eleita por mais de 120 líderes sociais de todos os países da América, como membro do conselho mais jovem da história da maior organização de voluntários do hemisfério, “Partners of the Americas”, sediado em Washington DC, fundado por John Kennedy, sendo co-responsável por mais de 200 projetos da organização com outros 15 membros. A escolha de Sabrina como membro do Board foi uma exceção, segundo Geno Bonaventura, presidente do capítulo Illinois, como é conhecido o grupo ao qual São Paulo está ligado dentro da organização. Isso porque, segundo ele, o conselho do qual Sabrina faz parte tem apenas participantes mais velhos e experientes, como ex-embaixadores, políticos, empresários e diretores de universidades. "A Sabrina traz um diferencial na questão de levantamento de recursos", afirma Bonaventura. "Ela tem um elemento modificador, agressividade, contatos e iniciativa e isso é muito importante para nós" (FONSECA, 2008).
Em 2008, Sabrina criou a I Mostra de Filmes Sociais de países latinos em Chicago e São Paulo, com a colaboração de 52 universidades brasileiras e latinoamericanas, com áudio descrição para cegos, exibida no Chicago Film Festival, da organização Latino Cultural Center of Chicago.
Foi uma das indicadas por organizações do Brasil, EUA e Suíça ao Prêmio da Secretaria Especial de Direitos Humanos, na categoria Defesa de direitos para pessoas com deficiência.
Capacitou grupos de voluntários de empresas multinacionais e organizações da América Latina, onde foi voz ativa na proposição de uma mudança de cultura filantrópica e assistencialista, para uma visão de empoderamento e geração de renda para pessoas em geral assistidas e colocadas num círculo vicioso de assistencialismo.
Colaborou com grandes empresas na transição e aplicação da lei que obriga desde 2007 as empresas a terem cotas para trabalho com pessoas com deficiência. Fez parte da primeira geração de empreendedores sociais brasileiros. 
Organizou em Camarões, na África, negócios sustentáveis para projetos sociais ligados a jovens cegos e surdos, além de cooperativas para mulheres vítimas de violência doméstica, com os quais trabalhou até falecer. Enquanto instalada em Barcelona, Sabrina apoiou na co-criação de alternativas para mulheres e organizações ao redor do mundo, sustentada no que ela acreditava ser a sua missão de vida, ajudar a libertar inocentes de situações desumanas.
Entre 2009 e 2016 organizou envio de alimentos e medicação à comunidade palestina na Faixa de Gaza e aos refugiados sírios, na ilha grega de Lesbos. Foi mentora de estudantes de arquitetura na criação de casas ecológicas e de baixo custo com a Universidad Politécnica da Catalunya, colaborou por dez anos com a UNESCO/Barcelona na criação de eventos, redes, congressos sobre sustentabilidade, resiliência urbana e consumo consciente. Investiu em cooperativas, empreendimentos sociais e organizou grupos de intercâmbio de bens e serviços.
Segundo Vines (2013) Sabrina começou a empreender na área de educação livre em 2011, motivada pelos seus filhos e a associação de crianças e jovens de altas capacidades da Catalunha, onde fez parte da diretoria.
No mesmo ano, segundo Okabe (2015), criou a Escola com Asas, rompendo com o modelo escolar padronizado que fora imposto a uma grande maioria social ao redor do mundo há muito tempo. Sabrina focou seu projeto na desescolarização de crianças de altas habilidades, método que segundo Da Silveira (2015, p. 11) “[...] seu foco está na aprendizagem operada, e não em atingir uma pontuação final na prova – que às vezes nada (com)prova”. A empreendedora dedicou-se à criação de uma rede de aprendizado coletivo livre, seguiu a mesma linha de pensamento de Leojaime Lino, que considera que “a escola é uma fábrica que direciona o aluno para o ensino, e não para aprendizagem” (LINO, 2011 apud DA SILVEIRA, 2015 p. 11). O ambiente escolar é muitas vezes, uma convivência hierárquica e nada democrática, foi justamente por isso que Sabrina Bittencourt engajou-se neste projeto e tentou trazê-lo aos seus filhos e aos pais que gostariam de dar asas aos seus.
Na Escola com Asas,  cada estudante é incentivado a criar seu próprio uniforme disforme, com cores e desenhos próprios, e a entender as cadeias de produção envolvidas na confecção da roupa, além dos suportes artísticos utilizados. Disso, partem para a cultura local, internacional e cidadania. Ao fim dessa espiral, os jovens devem criar um projeto social que contemple o que acumularam ao longo do ano, cooperativamente (NOGUEIRA, 2013). Segundo Lino, há várias críticas às estruturas educacionais atuais que seguem modelos ultrapassados, pois não ensinam o aluno a pensar, mas focam em qualificá-los para o mercado de trabalho (LINO, 2011 apud SILVEIRA 2015). Sabrina não pensava em destruir escolas, mas sim na criação de alternativas que não focasse em interesses estatais voltados a mercados pré-estabelecidos por estes, mas sim em qualidade de vida, sonhos, tempo para criar lembranças e sentir emoções, potencializar o que de melhor cada um tem dentro de si, sem limitações e evitando a criação de adultos frustrados em uma sociedade doente, que é o atual cenário do mundo em geral. Assim, pode-se dizer que a desescolarização é um processo de aprendizagem drasticamente diferenciado do ensino institucionalizado. A fim de não se prender às vontades e desejos de uma instituição que regula o conhecimento, a desescolarização abre espaço para a liberdade de aprendizagem em sua essência mais pura, dando asas para o sujeito que busca sanar sua ignorância (DA SILVEIRA, 2015 p. 17).
Segundo Nogueira (2013), a Escola com Asas partiu de quatro elementos, em ordem para que o aprendizado iniciasse de dentro para fora. As crianças começam estudando processos produtivos, então partem para biologia; compreensão da cidade e finalizam com o macro, que é a história do mundo. Devido à aplicabilidade e facilidade de replicar em qualquer país, Sabrina foi convidada pelo MEC em 2013 a ser uma das palestrantes no I CONANE – Conferência Nacional de Alternativas para uma Nova Educação.
Em 2014, Sabrina foi convidada pela Secretaria de Ciência, Tecnologia e Inovação de Jalisco, no México a criar e dirigir projetos de educação para todo o país e articular negócios internacionais de tecnologia. Em 2015 se mudou com sua família para México e passava temporadas nos Estados Unidos, servindo em missões de empreendimento tecnológico com diplomatas no país. Patrocinou, criou e dirigiu laboratórios de inovação, prêmios e concursos para universitários, foi mentora de jovens de altas habilidades intelectuais, promoveu ativismo e geração de renda para povos originários, pessoas com deficiência e comunidade LGBTIQ+.
Representou o Brasil na Nova Zelândia no Congresso Mundial de Educação Alternativa em 2015. Criou o programa Jóvenes Transformadores, primeiro programa de tecnologias exponenciais, inovação social e artes para jovens de 13 a 20 anos e ofereceu bolsas para mais de 5.000 alunos e 1.000 professores da América Latina. Neste mesmo ano, enfrentou um linfoma no-Hodgkin, que tratou com Terapia Gerson.
Em 2016, voltou para Barcelona e ampliou sua atuação como mentora e business angel de negócios sustentáveis. Recebeu em novembro um Doutorado Honoris Causa, durante a comemoração dos 20 anos da Cátedra da UNESCO em Barcelona, oferecido pelo grupo educativo EDUCEM do México, pelo seu trabalho em educação disruptiva. No evento, participaram autoridades brasileiras e catalãs.
Em 27 de maio de 2016, manifestou-se publicamente em seu facebook sobre o caso do estupro coletivo da jovem menor Beatriz (RJ), tornou seu próprio estupro como exemplo de que não importa o que a mulher veste, onde anda, ela corre perigo, numa tentativa de provocar discussões dentro de comunidades religiosas, prometeu que se envolveria mais com a exposição de líderes religiosos abusadores. Seu post viralizou, sendo matéria de várias editoras (STEVAUX, 2016). Em março de 2017, se curou do câncer pela primeira vez e voltou seu trabalho para manifestações artísticas de performance, filmes, espetáculos e eventos.
Em novembro do mesmo ano, participou do evento Water Innovation Lab Brasil – programa de fundação canadense Waterlution.org, foi mentora jovens empreendedores em busca de soluções ligadas à regeneração da água do mundo. Em março de 2018, foi homenageada em Barcelona, pela rede de parques tecnológicos da Catalunha, Prefeitura de Barcelona e incubadoras, pela promoção de igualdade feminina na ciência e inovação, no Fórum Especial de 10 anos do FemTalent.
Recebeu um prêmio pelo seu projeto “1hour4girls” que apoia o programa da UNICEF voltado à ajuda humanitária e prevenção da mutilação genital de meninas e mulheres no Kenya, e prevenção de casamentos forçados em países africanos e asiáticos.
Sabrina deixou sua marca quando disse aos espectadores: “Já passou da hora de assumirmos a liderança em todos os processos de proteção da vida. Afinal, somos metade das pessoas na Terra e a outra metade, fomos nós que parimos”.  Sabrina esteve envolvida por diversas vezes em denúncias anônimas e resgates de mulheres aliciadas para o tráfico humano em países da Europa, que culminaram em operações policiais como “Operación Carioca” e mais recentemente, foi porta-voz do movimento COAME – Combate ao Abuso no Meio  Espiritual, onde organizou a denúncia coletiva de centenas de mulheres às autoridades pelos crimes cometidos por líderes espirituais João Teixeira de Faria (João de Deus), Sri Prem Baba, Edir Macedo, Gê Marques, Ananda Joy, Deva Nishok, entre os mais conhecidos.
Segundo Jacometto e Martins (2019), Sabrina formalizou denúncias ao Ministério Público de São Paulo e Goiás, sobre os crimes de abusos sexuais cometidos por João Teixeira de Faria e de possível tráfico internacional de crianças e mulheres. Devido à sua exposição neste caso, Sabrina e sua família receberam ameaças de morte constantes.
Segundo sua equipe do COAME, Sabrina preparou as demais ativistas e unida à Professora Doutora Maria do Carmo Santos, líder do Grupo Vítimas Unidas – conhecida pelas denúncias contra o médico Roger Abdelmasih –, trabalhou para levar às autoridades de muitos países as provas e encorajamento de centenas de vítimas pelo mundo a buscarem e cobrarem as autoridades.

## Morte e homenagens póstumas
A ativista foi alvo constante de ameaças, algumas foram deixadas sem constrangimento em suas redes sociais, como a que recebeu de Rodrigo Mello Oliveira, cunhado de Chico Lobo (braço direito de João Teixeira de Faria) https://noticias.r7.com/brasil/ativista-relata-ameaca-de-morte-apos-denunciar-joao-de-deus-29062022/ em 05 de janeiro de 2019. Na mesma semana, seu filho mais velho que passava férias no Brasil com seu pai, foi retirado às pressas do país sob escolta policial por ameaça de sequestro. Fato que envolveu três delegados da polícia civil, suporte de ativistas, jornalistas e membros de direitos humanos.  

#### No dia anterior à tragédia, ela foi informada que uma das testemunhas e vítima de tráfico humano asilada em Londres, teve o apartamento arrombado e foi informado à testemunha que se voltasse a ter contato com Sabrina, ambas teriam os filhos mortos.
A Deputada Benedita da Silva, representando todas as militantes e políticas do PT, fez um emocionante discurso reconhecendo na Câmara dos Deputados, a luta de Sabrina Bittencourt e seu legado.
"É com imensa tristeza que recebemos a notícia da morte de Sabrina Bittencourt. Sabrina dedicou sua vida a militância contra o abuso sexual no meio espiritual. Recentemente, ajudou a desmascarar João de Deus, líder religioso acusado de mais de 600 abusos sexuais. Sabrina não cometeu suicídio. Sabrina é vítima do sistema patriarcal em que vivemos. Ela foi morta por ter uma vida destinada a luta daqueles que sofrem abusos e são silenciados. Sabrina foi morta pelas perseguições, calúnias e ameaças constantes. A morte de Sabrina escancara para o mundo o país que o Brasil se tornou. Um país hostil e intolerante. Com todas as suas armas apontadas para a população negra, LGBT, pobre e mulheres. Nós, parlamentares, integrantes da Direção Nacional do PT e da Secretaria Nacional de Mulheres do PT, nos solidarizamos com sua família e nos colocamos à disposição para qualquer medida que acharem necessária. Também nos colocamos a serviço da luta de Sabrina. Jamais deixaremos morrer sua luta. Combateremos todos os casos de abuso sexual. Até que deixem livres nossos corpos. Por Sabrina, Por Marielle, Por Claudia, Por Todas! Até que sejamos livres!?." 
Amigos conhecidos do público, com quem Sabrina colaborou manifestaram seu pesar. Entre eles o criador de conteúdos e filantropo, Felipe Neto https://odia.ig.com.br/colunas/leo-dias/2019/01/5616603-felipe-neto-transformara-numeros-de-seu-canal-do-youtube-em-acoes-solidarias.html, https://sul21.com.br/ta-na-rede/2019/02/felipe-neto-procurem-saber-quem-foi-sabrina-bittencourt-e-quem-ela-estava-denunciando-antes-de-morrer/ , a atriz Ingrid Guimarães que estava produzindo um filme sobre um episódio da vida da ativista e a deputada Maria do Rosário do PT/RS deixaram emocionadas palavras nas redes sociais https://www.diariodocentrodomundo.com.br/essencial/maria-do-rosario-sobre-ativista-que-denunciou-joao-de-deus-sabrina-entregou-sua-vida-a-verdade-foi-escudo-de-vitimas/
Em março de 2019, Bobô, deputado estadual na Bahia, fez uma indicação que determinava à Secretaria de Políticas para as Mulheres (SPM-BA) instituir a “Medalha Bahia Mulher que faz a Diferença”, a três ativistas brasileiras, dentre elas, Sabrina Bittencourt, em homenagem às investigações e denúncias por ela feitas.
Em março de 2019, a Defensoria Pública do Piauí criou a Campanha "Mulheres Plurais" Iniciada com Esperança Garcia, “Mulheres Plurais” destacou até agora o perfil de mulheres como Maria da Penha, Marielle Franco, Niéde Guidon, Zilda Arns, Dandara, Teresa de Benguela, Pagu, Sabrina Bittencourt, Conceição Evaristo, Zuzu Angel, Ruth Cardoso, Francisca Trindade e Amélia Beviláqua. https://www.defensoria.pi.def.br/campanha-mulheres-plurais-alcanca-significativa-repercussao/
Em maio de 2019, a Delegada Deputada Adriana Accorsi, representando a ALEGO – Assembléia Legislativa de Goiás, fez uma homenagem e entrega de um reconhecimento póstumo pelo apoio de Sabrina no combate da exploração sexual infantil. https://portal.al.go.leg.br/noticias/101104/ativista-sabrina-bittencourt-e-homenageada-em-sessao-especial
Sabrina militou e trouxe à discussão, todas as causas que não interessavam o sistema e por isso, pagou com a sua vida. Atualmente, tentam apagar sua memória e destruir seu legado aos poucos, como sempre fizeram com as ativistas da história do Brasil, uma vez que, não é interessante para o sistema manter viva memórias de mulheres que ousaram questionar as estruturas de uma sociedade patriarcal. - Por Letícia F Cordeiro, TCC 2019 FMU
Segundo especialistas em ética jornalística e professores universitários do Brasil, no livro "Privacidad, transparencia y éticas renovadas" da Editora Egregius https://egregius.es/catalogo/privacidad-transparencia-y-eticas-renovadas/ (download gratuito), nas páginas 57-65, retrata o tratamento sobre a morte de Sabrina Bittencourt como desrespeitoso e sensacionalista.
A jornalista Bruna de Lara, do jornal independente The Intercept ofereceu perspectivas éticas durante o período da fatalidade https://www.rtve.es/play/audios/emissao-em-portugues/emissao-em-portugues-caso-sabrina-bittencourt-levanta-questao-da-etica-no-jornalismo-110219/4981645/ e https://www.intercept.com.br/2019/02/05/imprensa-suicidio-de-sabrina-bittencourt/
Atualmente sua família vive sob proteção na Europa e colaboram com sobreviventes e ativistas ameaçados, patrocinam eventos de suporte a jornalistas investigativos, articulam politicamente leis de proteção à vítimas e encaminham os casos mais graves para as autoridades. O Movimento COAME - Combate ao Abuso no Meio Espirituall é responsável por seu legado social relacionado a vítimas de abusos e outros crimes cometidos por líderes religiosos.